# 각의 이등분선

기하학에서 각의 이등분선(角-二等分線, 영어: angle bisector)은 주어진 각을 같은 크기의 두 각으로 나누는 직선이다. 이 직선 가운데 각의 내부에 포함되는 부분으로 구성된 반직선을 각의 이등분선으로 삼아도 좋다.

## 정의
주어진 각 {\displaystyle \angle AOB}의 내부의 점 {\displaystyle P}가 {\displaystyle \angle AOP=\angle POB}를 만족시키면, 직선 또는 반직선 {\displaystyle OP}를 각 {\displaystyle \angle AOB}의 이등분선이라고 한다.:160, §14.1, Definition 14.7

## 성질
주어진 각의 이등분선은 유일하게 존재한다. (직선으로서의) 각의 이등분선은 각의 양변과의 거리가 같은 평면 위 점들의 자취이다. 즉, 각 {\displaystyle \angle AOB}와 이 각의 평면 위의 점 {\displaystyle P}에 대하여, 다음 두 조건이 서로 동치이다.
- 직선 {\displaystyle OP}는 각의 이등분선이다.
- {\displaystyle P}와 직선 {\displaystyle OA} 사이의 거리는 {\displaystyle P}와 직선 {\displaystyle OB} 사이의 거리와 같다.

### 단순비
삼각형 {\displaystyle ABC}의 꼭짓점 {\displaystyle A}에서의 내각과 외각의 이등분선 {\displaystyle AD}, {\displaystyle AD'}과 대변 {\displaystyle BC}의 교점을 {\displaystyle D}, {\displaystyle D'}라고 하자. 그렇다면
{\displaystyle {\frac {BD}{DC}}={\frac {AB}{AC}}}
{\displaystyle {\frac {BD'}{D'C}}=-{\frac {AB}{AC}}}
가 성립한다. 여기서 좌변의 비율은 유향 선분의 비율로 봐야 한다. 즉, 두 유향 선분의 방향이 같을 경우 양수이며, 반대일 경우 음수이다.

### 길이
삼각형 {\displaystyle ABC}의 각 변 {\displaystyle BC}, {\displaystyle CA}, {\displaystyle AB}의 길이가 각각 {\displaystyle a}, {\displaystyle b}, {\displaystyle c}라고 하고, 꼭짓점 {\displaystyle A}, {\displaystyle B}, {\displaystyle C}에서의 내각의 이등분선 {\displaystyle AD}, {\displaystyle BE}, {\displaystyle CF}와 대변 {\displaystyle BC}, {\displaystyle CA}, {\displaystyle AB}의 교점을 {\displaystyle D}, {\displaystyle E}, {\displaystyle F}라고 하자. 그렇다면
{\displaystyle AD={\sqrt {bc\left(1-{\frac {a^{2}}{(b+c)^{2}}}\right)}}}
{\displaystyle BE={\sqrt {ac\left(1-{\frac {b^{2}}{(a+c)^{2}}}\right)}}}
{\displaystyle CF={\sqrt {ab\left(1-{\frac {c^{2}}{(a+b)^{2}}}\right)}}}
이다. 이에 따라, 같은 삼각형 속 내각의 이등분선은 대변이 짧을수록 더 길다. 예를 들어, 다음 두 조건이 서로 동치이다.
- {\displaystyle BE>CF}
- {\displaystyle b<c}

이다. 또한, 다음 두 조건 역시 서로 동치이며, 이를 슈타이너-레무스 정리라고 한다.
- {\displaystyle BE=CF}
- {\displaystyle b=c}

이에 따라, 두 내각의 이등분선의 길이가 같은 삼각형은 이등변 삼각형이다.

### 내심과 방심
삼각형의 세 내각의 이등분선은 한 점에서 만난다. 이 점을 삼각형의 내심이라고 한다. 삼각형의 한 내각의 이등분선과 남은 두 꼭짓점에서의 외각의 이등분선은 한 점에서 만난다. 이 점을 삼각형의 방심이라고 한다. 모든 삼각형은 한 개의 내심과 세 개의 방심을 갖는다. 내심과 방심의 존재는 각의 이등분선 위의 점과 각의 두 변 사이의 거리가 같다는 사실을 통해 증명하거나, 체바 정리를 통해 증명할 수 있다.
이와 평행하는 결과는 다음과 같다. 삼각형의 세 외각의 이등분선의 발은 같은 직선 위의 점이며, 한 외각의 이등분선과 남은 두 꼭짓점에서의 내각의 이등분선의 발 역시 같은 직선 위의 점이다. 이는 메넬라오스 정리를 통해 증명할 수 있다.

## 같이 보기
- 각의 3등분